# SMS Spalato
O SMS Spalato foi um cruzador torpedeiro operado pela Marinha Austro-Húngara e a segunda embarcação da Classe Zara, depois do SMS Zara e seguido pelo SMS Sebenico. Sua construção começou em setembro de 1878 na Stabilimento Tecnico Triestino e foi lançado ao mar em agosto de 1879, sendo comissionado em setembro de 1881. Era armado com uma bateria principal de quatro canhões de 87 milímetros e quatro tubos de torpedo de 350 milímetros, tinha um deslocamento de mais de oitocentas toneladas e conseguia alcançar uma velocidade máxima de doze nós.
O projeto da Classe Zara foi mal feito, com os navios sendo muito lentos para serem usado como batedores ou líderes de flotilha. Consequentemente, o Spalato passou a maior parte das décadas de 1880 e 1890 na reserva, sendo ativado apenas ocasionalmente para participar treinamentos junto com a frota. Foi usado como navio de treinamento entre 1897 e 1914, passando a atuar como navio de guarda em Pola depois do começo da Primeira Guerra Mundial. Foi tirado de serviço em 1915 e, ao fim do conflito, entregue à Itália como prêmio de guerra, sendo desmontado em 1920.

## Características
O Spalato tinha 62,71 metros de comprimento de fora a fora, uma boca de 8,22 metros e calado de 4,1 metros, enquanto seu deslocamento era de 846 toneladas. Seu sistema de propulsão consistia em dois motores a vapor compostos verticais de dois cilindros produzidos pela Stabilimento Tecnico Triestino, com o vapor necessário provindo de cinco caldeiras cilíndricas. O Spalato alcançou uma velocidade máxima de 12,63 nós (23,39 quilômetros por hora) durante seus testes marítimos a partir de 1 370 cavalos-vapor (1 010 quilowatts) de potência, porém sua velocidade máxima média era de 12,34 nós (22,85 quilômetros por hora). Sua tripulação tinha treze oficiais e 135 marinheiros.
O armamento principal da embarcação era formado por quatro canhões retrocarregáveis calibre 24 de 87 milímetros instados em montagens únicas. O armamento secundário tinha um canhão retrocarregável calibre 15 de 66 milímetros mais duas metralhadoras Nordenfeld de 25 milímetros. A embarcação também foi armada com quatro tubos de torpedo de 350 milímetros. Os tubos foram instalados individualmente: dois ficavam na proa e os outros dois nas laterais. A única blindagem que o Spalato possuía era um fino convés blindado de dezenove milímetros de espessura.

## História
O batimento de quilha do Spalato ocorreu em setembro de 1878 na Stabilimento Tecnico Triestino e foi lançado ao mar em 30 de agosto de 1879. Foi rebocado para Pola em 27 de julho de 1880 para que suas hélices originais fossem substituídas por modelos maiores, como havia sido feito com seu irmão SMS Zara em uma tentativa de aumentar sua velocidade, pois ele não tinha alcançado a velocidade máxima projetada de quinze nós (28 quilômetros por hora). O Spalato foi comissionado em setembro de 1881. O navio era muito lento para ser usado como navio de reconhecimento ou líder de uma flotilha de barcos torpedeiros. Consequentemente, teve muito pouco serviço ativo. Foi imediatamente colocado em uma doca seca a fim de passar por modificações. Seus tubos de torpedo da proa foram instalados e seu sistema de propulsão totalmente reconstruído. Foi lançado novamente em 24 de novembro de 1884 e iniciou testes marítimos, que precisaram ser paralisados em 24 de outubro de 1885 depois do motor de estibordo ter sido danificado em um acidente. Testes em potência total finalmente ocorreram em 26 de janeiro de 1886, durante o qual o Spalato mostrou-se mais lento do que o Zara, alcançando apenas 12,62 nós (23,39 quilômetros por hora). Sua velocidade média foi de apenas 12,34 nós (22,85 quilômetros por hora).
Um canhão Hotchkiss de 47 milímetros foi instalado na proa em 1886. O Spalato substituiu o Zara em 25 de maio como navio de treinamento para a escola de torpedos enquanto seu irmão passava por modificações. Mais quatro canhões de disparo rápido calibre 33 de 47 milímetros foram adicionados durante essa época. O navio foi descomissionado em 1888 e permaneceu na reserva até 1895. Foi reativado por quatro meses e meio em 1896 para participar de exercícios de treinamento, com o mesmo ocorrendo por sete meses no ano seguinte. Foi designado em 1º de agosto de 1897 para a escola de artilharia junto com a antiga fragata SWMS Radetzky. Nesta função foi equipado com vários canhões de 120 e 150 milímetros, todos montados na popa. Seu serviço com a escola de artilharia começou em 14 de janeiro de 1898 e ele ficou atracado em um molhe em Vergarolla, próximo de Pola. Voltou para a reserva em 1900, enquanto no ano seguinte recebeu novas caldeiras e armas. A embarcação começou testes marítimos em 24 de dezembro, alcançando uma velocidade de 11,13 nós (20,61 quilômetros por hora). Voltou para a escola de artilharia em 1902, onde permaneceu até 1914.
O Spalato foi descomissionado em 14 de março de 1914, pois nessa época estava em uma condição muito ruim. Entretanto, após o início da Primeira Guerra Mundial em julho de 1918, foi transformado em um navio de guarda, sendo designado para ficar em Pola, exercendo esta função até 24 de maio de 1915, quando foi tirado de serviço. A maioria de suas armas foi removida em algum momento em 1915, com exceção de dois canhões de 120 milímetros e quatro canhões de 47 milímetros. A Áustria-Hungria foi derrotada no final de 1918 e seus navios foram tomados pelos Aliados como prêmios de guerra, com o Spalato sendo entregue à Itália em 1920 e desmontado pouco depois.